# Idiocera gothicana
Idiocera gothicana là một loài ruồi trong họ Limoniidae. Chúng phân bố ở miền Tân bắc.